# Löbtau

Einteilung des Stadtteils Löbtau in zwei Statistische Stadtteile

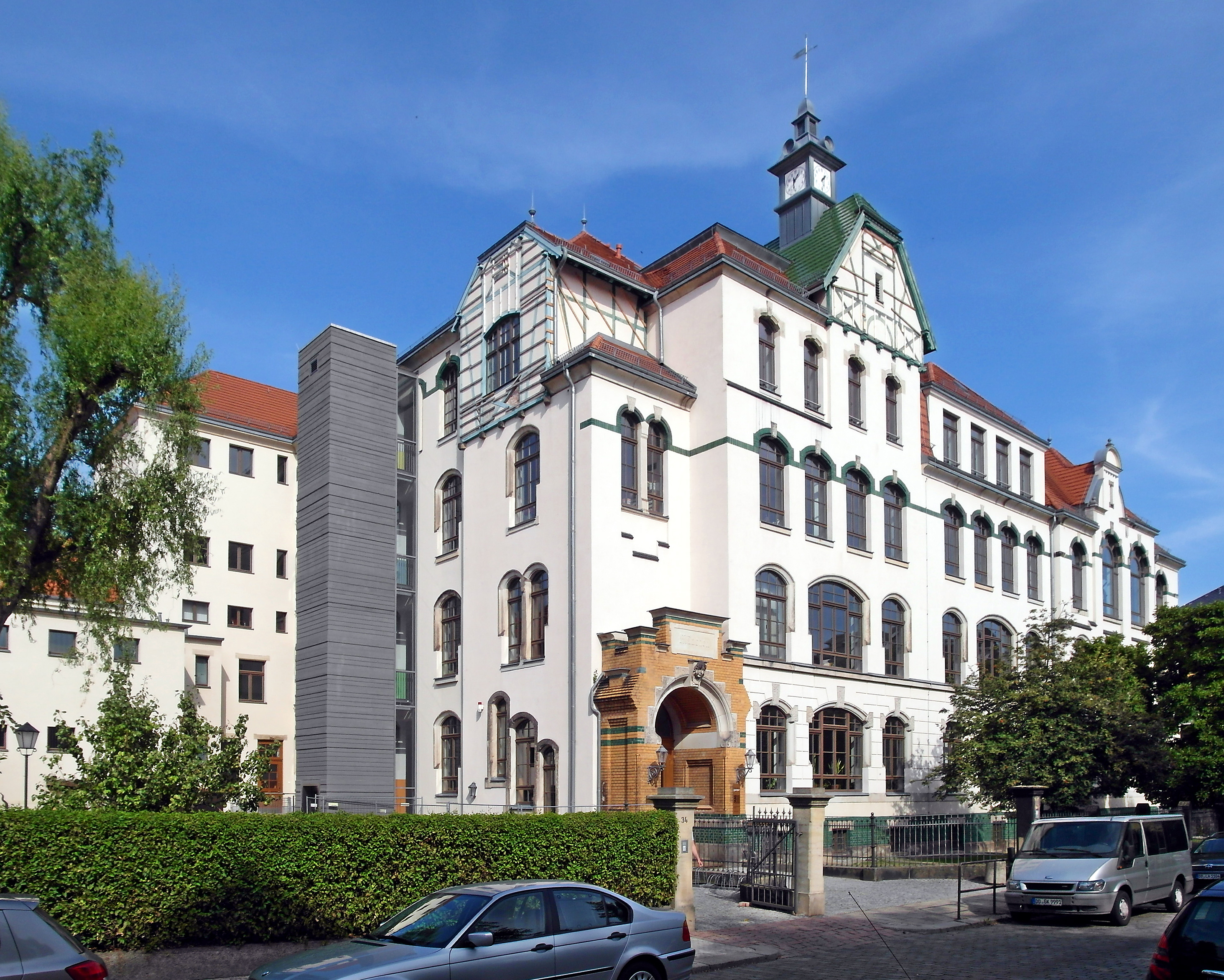
36. Oberschule Emil-Ueberall-Str. 34

Löbtau ist ein Stadtteil von Dresden und gehört zum Dresdner Stadtbezirk Cotta. Er grenzt an die Stadtteile Friedrichstadt, Cotta, Gorbitz, Naußlitz, Dölzschen, Plauen und Südvorstadt.
Die zeitweise größte selbstständige Landgemeinde Sachsens wurde bereits 1068 urkundlich erwähnt und ist somit 138 Jahre vor Dresden erstmals genannt. Als Vorstadt wurde es 1903 nach Dresden eingemeindet.

## Geschichte
Erste Erwähnung hat Löbtau im Jahr 1068 als „Liubituwa“ („liebliche Aue“) gefunden, als der deutsche König Heinrich IV. zwei Hufen aus seinem Besitz an das Hochstift Meißen vergab. Löbtau ist damit eine der ältesten urkundlich erwähnten Siedlungen im Elbtal. Die Geschichte reicht wahrscheinlich bis auf Ursprünge der Sorben zurück. Der Ort unterstand dem Domstift Meißen, wurde aber im Zuge der Reformation an das Kurfürstentum Sachsen übergeben.
Im 19. Jahrhundert wuchsen mit der benachbarten Stadt Dresden auch die Vororte. So zählte Löbtau im Jahre 1834 nur 163 Einwohner, doch vervielfachte sich die Bevölkerungszahl in den nächsten Jahrzehnten und Löbtau wurde zur größten Landgemeinde Sachsens. Im Jahre 1875 wurde der Neue Annenfriedhof angelegt. 1881 erhielt Löbtau einen Pferdebahnanschluss nach Dresden, diese Strecke wurde 1900 elektrifiziert. Im Ort gab es entlang des Weißeritzmühlgrabens mehrere Mühlwerke. 1898 wurde das Rathaus eingeweiht. Anfang des 20. Jahrhunderts war Löbtau eine Fabrik- und Arbeitervorstadt, zum großen Teil mit geschlossener Bebauung. Am 1. Januar 1903 wurde es mit etwa 39.000 Einwohnern nach Dresden eingemeindet.
Im Zweiten Weltkrieg gab es in Löbtau 1944 und 1945 durch Bombardierung Gebäudeschäden, als die Bahnanlagen (Bahnhof Dresden-Friedrichstadt und Wilsdruffer Vorstadt/Kohlenbahnhof) angegriffen wurden. Einige Straßenzüge wurden teilweise zerstört. Bis 1945 bestand an der Freiberger Straße das Siemens’sche Glaswerk. Nach der Zerstörung der Dresdner Innenstadt am 13./14. Februar 1945 wurde das weitgehend intakte Löbtau mit der Kesselsdorfer Straße als Zentrum zum wichtigsten Geschäftszentrum im Westen Dresdens. Die verbliebene Bausubstanz verfiel während der DDR-Zeit als abseitiges Quartier zusehends. Manche Bereiche wurden nicht wiederaufgebaut und dem Verfall preisgegeben. Nach der Wiedervereinigung Deutschlands im Jahre 1990 wurden umfangreiche Sanierungsmaßnahmen durchgeführt.

## Gegenwart
Der Stadtteil zählt knapp 20.000 Einwohner und ist von der sozialen Zusammensetzung her gemischt besiedelt. Trotz seiner zunehmenden Attraktivität gilt er als einfache bis mittlere Wohnlage. Die Wohnstruktur in Löbtau zeichnet sich insbesondere durch zahlreiche Altbauten und Seitenstraßen mit vielen Grünflächen aus. Dabei gilt Löbtau als ruhiger und grüner als die Äußere Neustadt, das Dresdner Kneipenviertel.  Aufgrund der Nähe zur TU Dresden und der günstigen Verkehrsanbindung wird Löbtau zunehmend auch für Studenten attraktiv.
Seit dem 21. Januar 2000 ist Löbtau ein Denkmalschutzgebiet nach dem Sächsischen Denkmalschutzgesetz. Das Gebiet „ist ein besonderes Beispiel für die Bebauung Ende des 19. Jahrhunderts. Das Arbeiterviertel ist geprägt durch eine offene und weiträumige Bebauung, die sonst nur in Villenvororten üblich war“.

## Verkehr
Löbtau ist durch die Straßenbahnlinien 2, 6, 7 und 12 sowie die Buslinien 61, 62, 63, 85 und 90 der Dresdner Verkehrsbetriebe mit dem Dresdner Stadtzentrum und weiteren Stadtteilen verbunden. Außerdem verkehren Regionalbusse des Regionalverkehrs Sächsische Schweiz-Osterzgebirge in Richtung Freital (Linie 160) und Kesselsdorf – Wilsdruff – Mohorn (Linie 333). Unweit vom Stadtteil entfernt liegen die S-Bahnhöfe Plauen und (seit 2004) Freiberger Straße, sowie der nur von Regionalbahnen bediente Bahnhof Dresden-Friedrichstadt.

## Industrie
- Siehe: Heizkraftwerk Nossener Brücke

## Söhne und Töchter
- Hans Gabriel Jentzsch (1862–1930), Grafiker, Illustrator und Karikaturist
- Johannes Hübschmann (1867–1930), Jurist, Politiker und von 1917 bis 1930 Oberbürgermeister der Stadt Chemnitz
- Karl Ernst Hänsel (1868–1947), Radierer und Maler
- Arthur Tübel (1880–1957), Politiker (USPD, SPD), Landrat und Landtagsabgeordneter in Bayern
- Wilhelm Willige (1890–1963), Germanist, Altphilologe und Übersetzer
- Rolf Tillmann (1895–1985), Maler
- Gustav Alfred Müller (1895–1978), Maler und Grafiker
- Fritz Reuter (1896–1963), Komponist, Musikwissenschaftler und Pädagoge
- Elfriede Lohse-Wächtler (1899–1940), Malerin
- Rudolf Hopta (1902–1971), Maler
- Richard Klemm (1902–1988), Cellist, Komponist und Lehrer
- Rudolf Braune (1907–1932), Schriftsteller

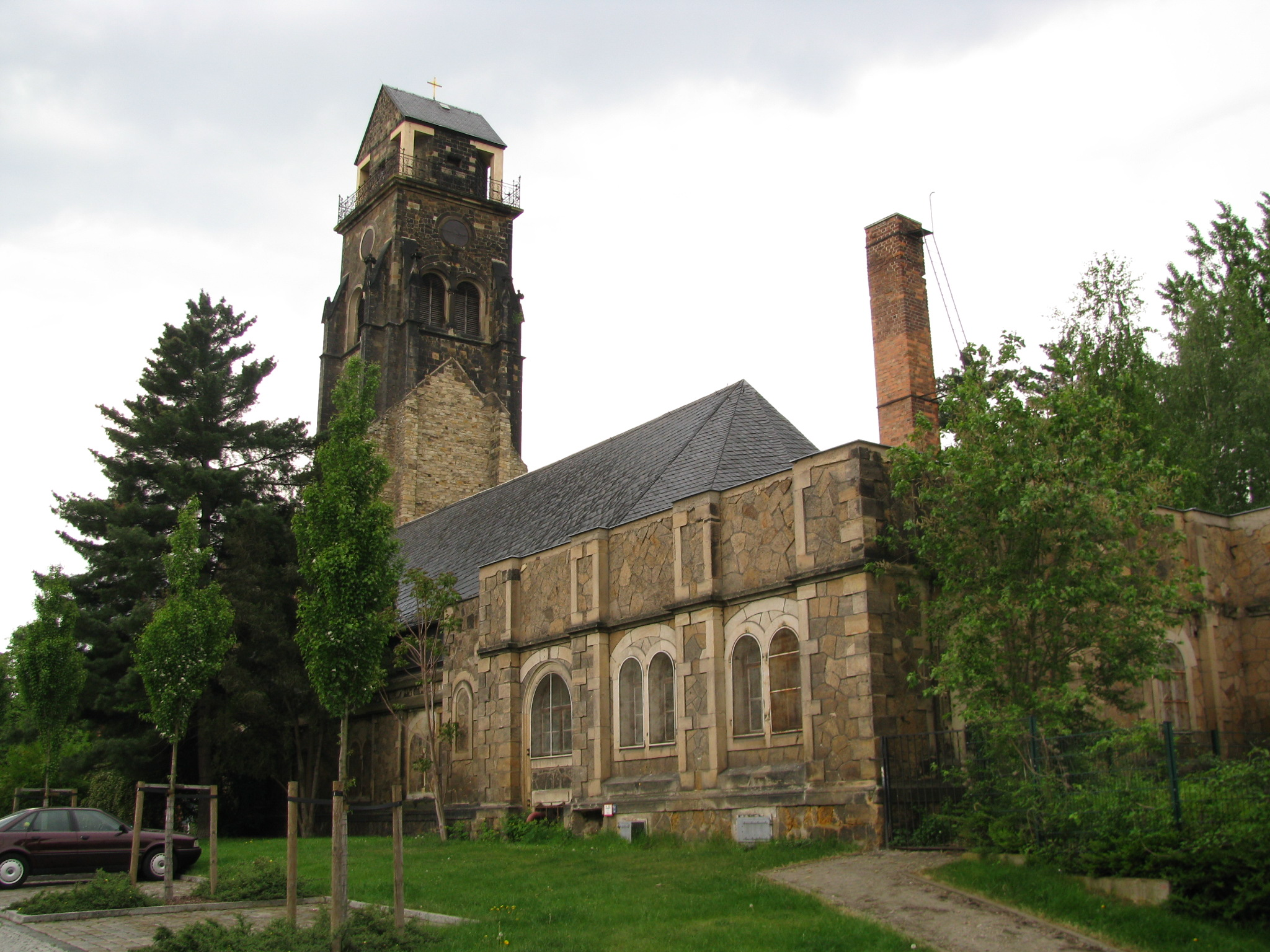
Friedenskirche
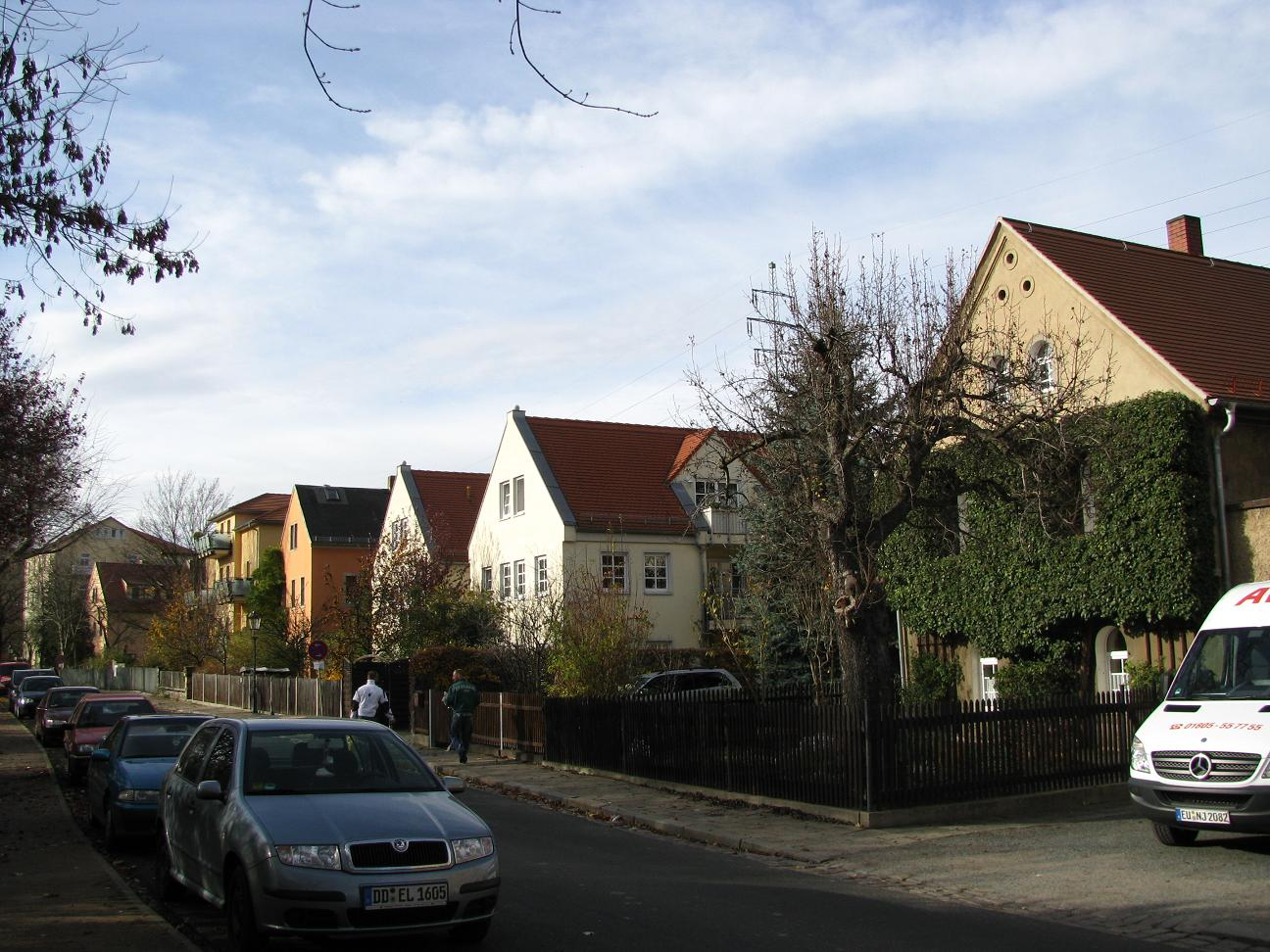
Altlöbtau
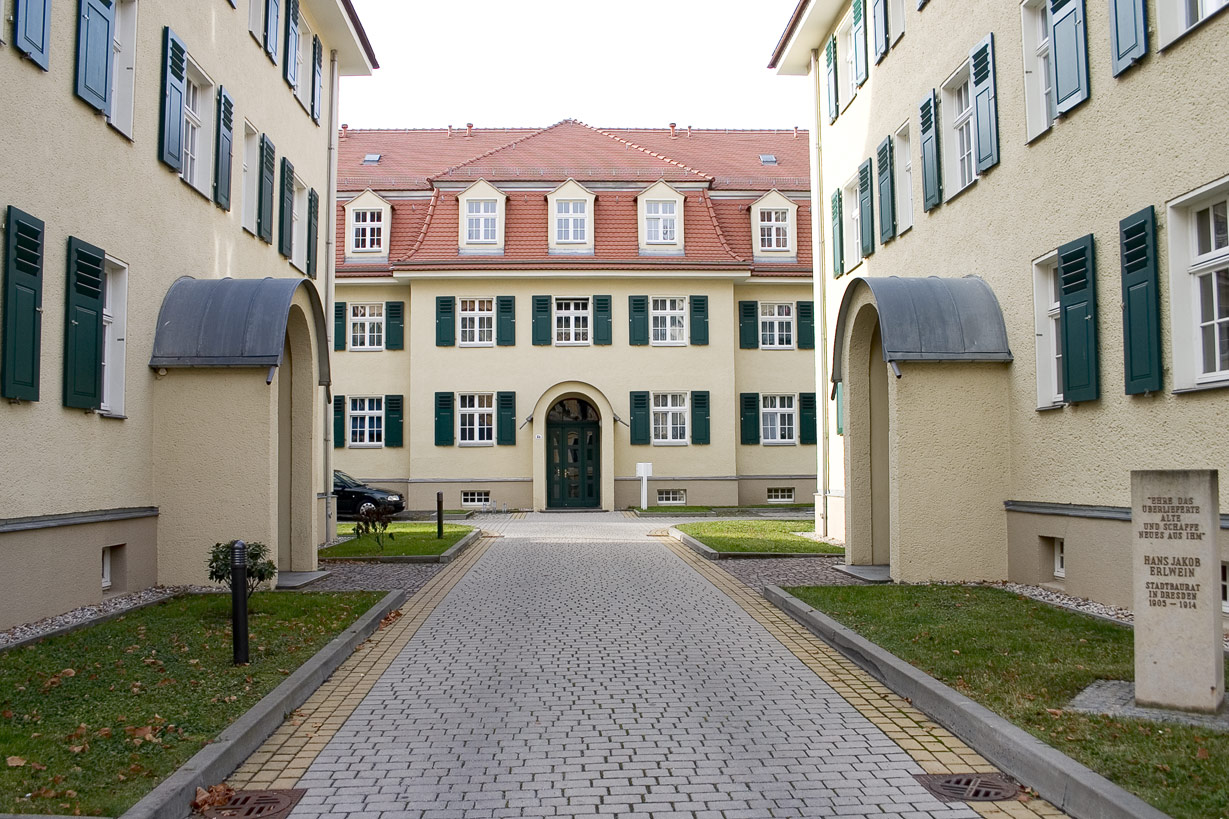
Erlweinwohnkomplex in Löbtau
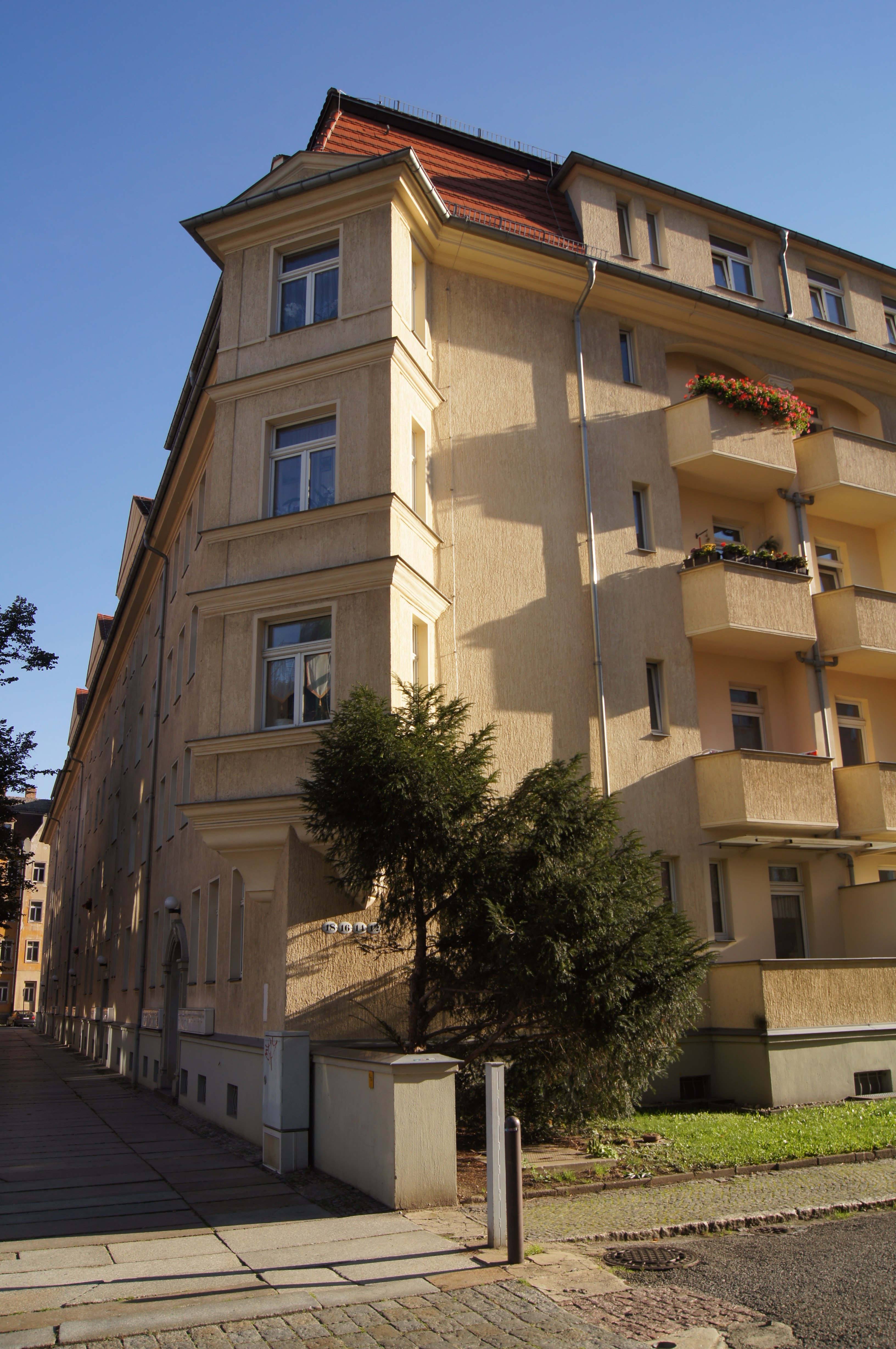
Häuserblock in der Saxoniastraße 18–28, wurde 1920–1922 erbaut.
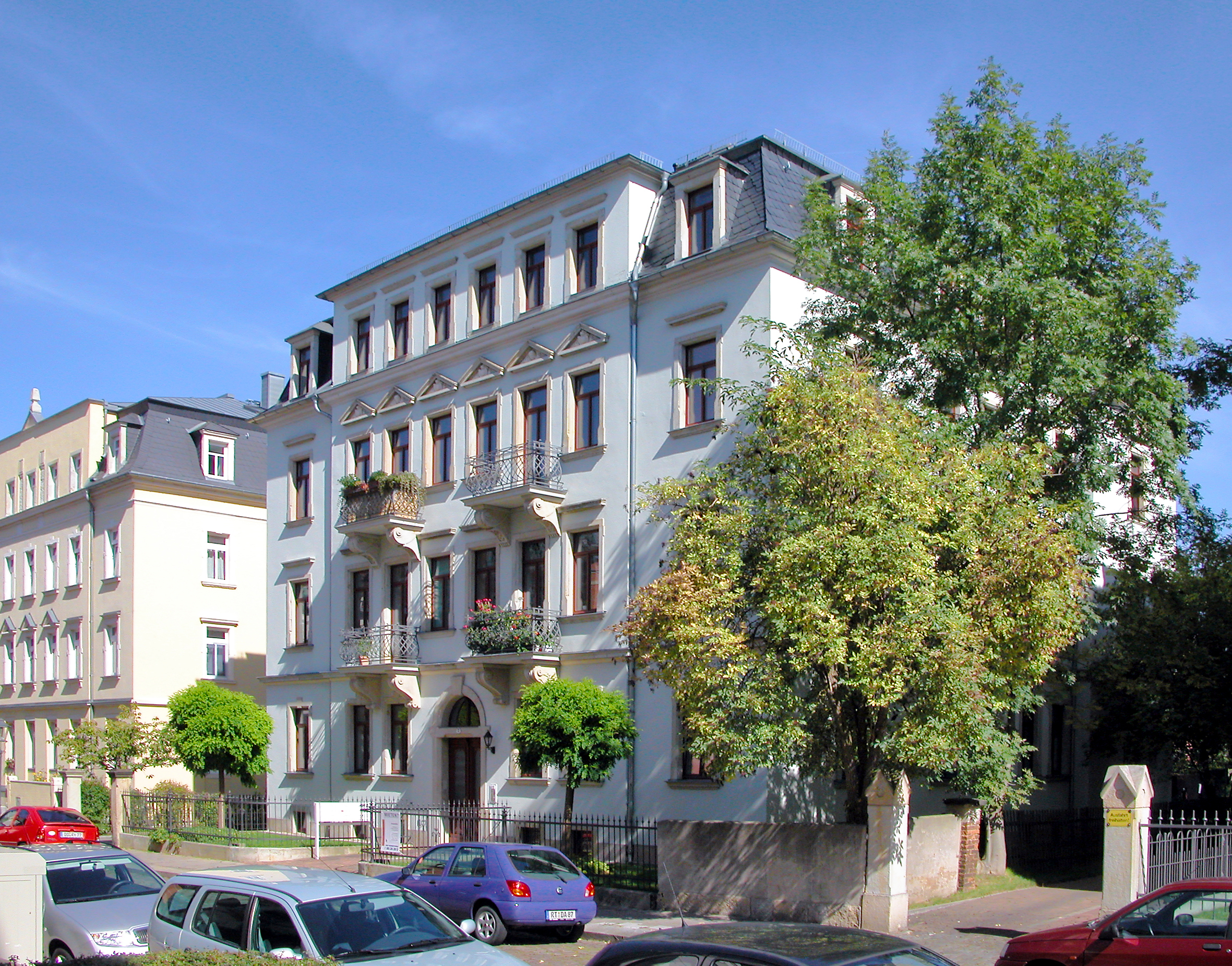
Typische Bebauung mit sogenannten Kaffeemühlenhäusern
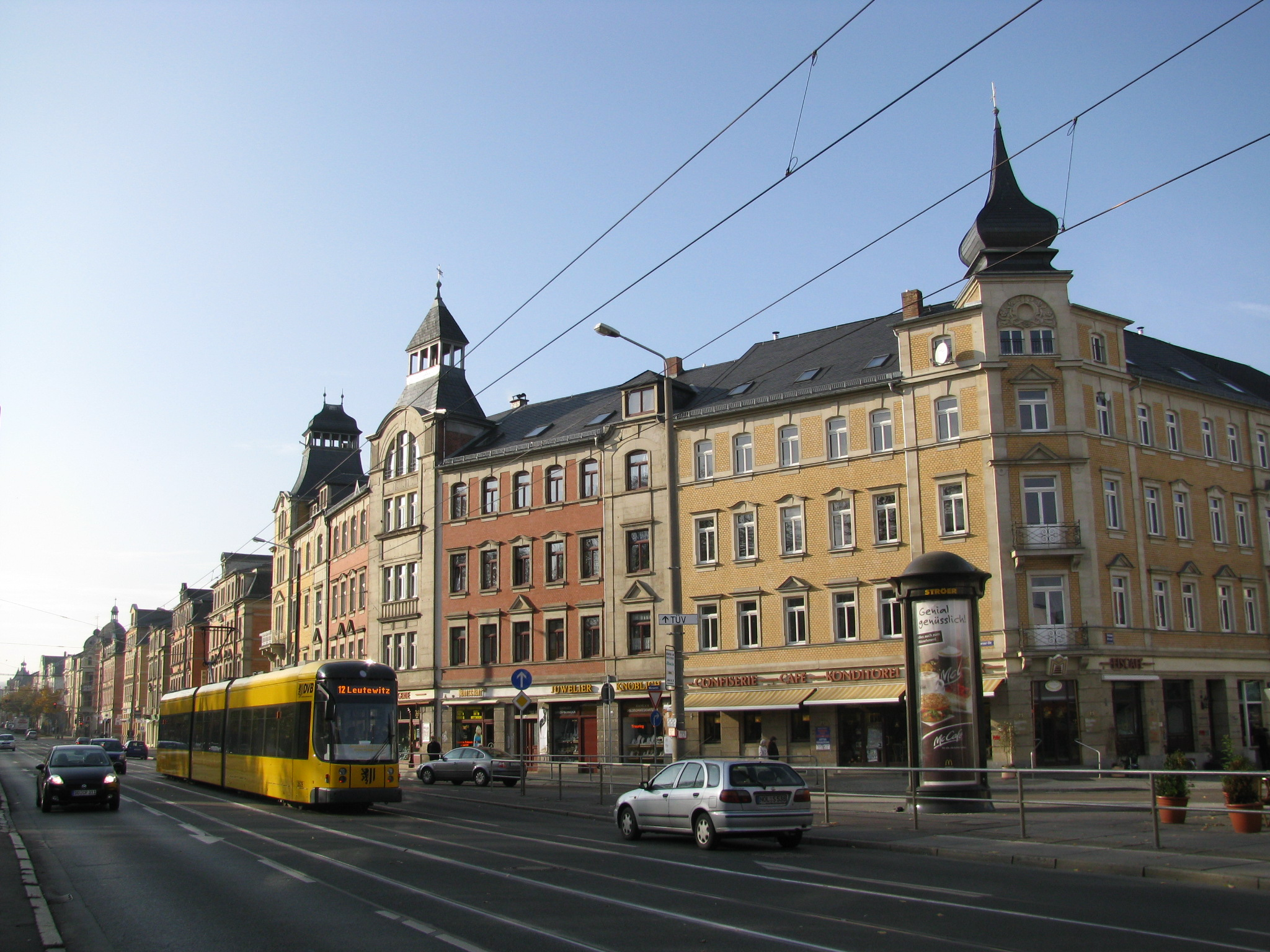
Die zentrale Kesselsdorfer Straße mit der Straßenbahnstrecke nach Wölfnitz an der Einmündung der Wernerstraße
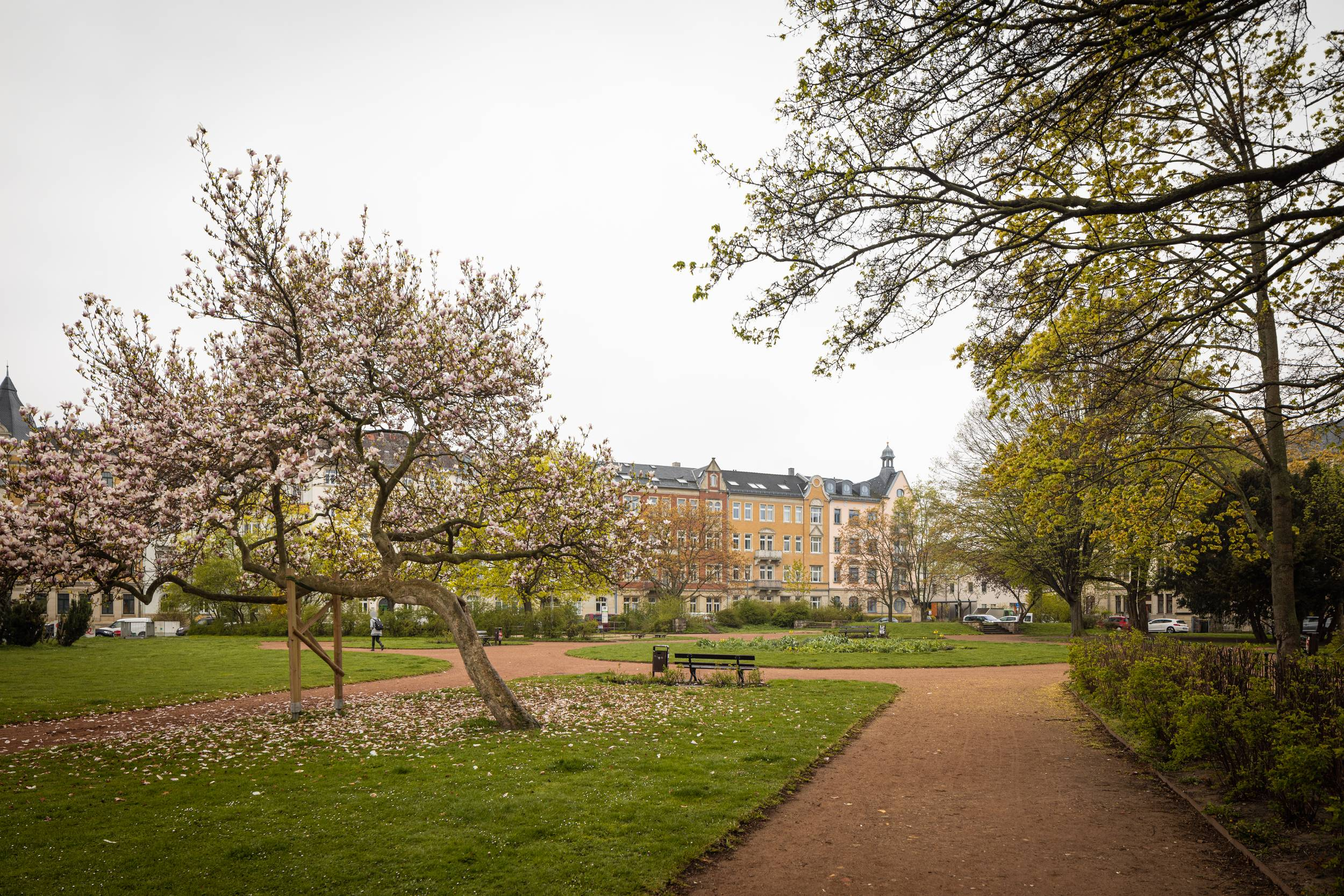
Der Conertplatz an der Rudolf-Renner-Straße in Löbtau-Nord mit der Straßenbahnstrecke nach Leutewitz
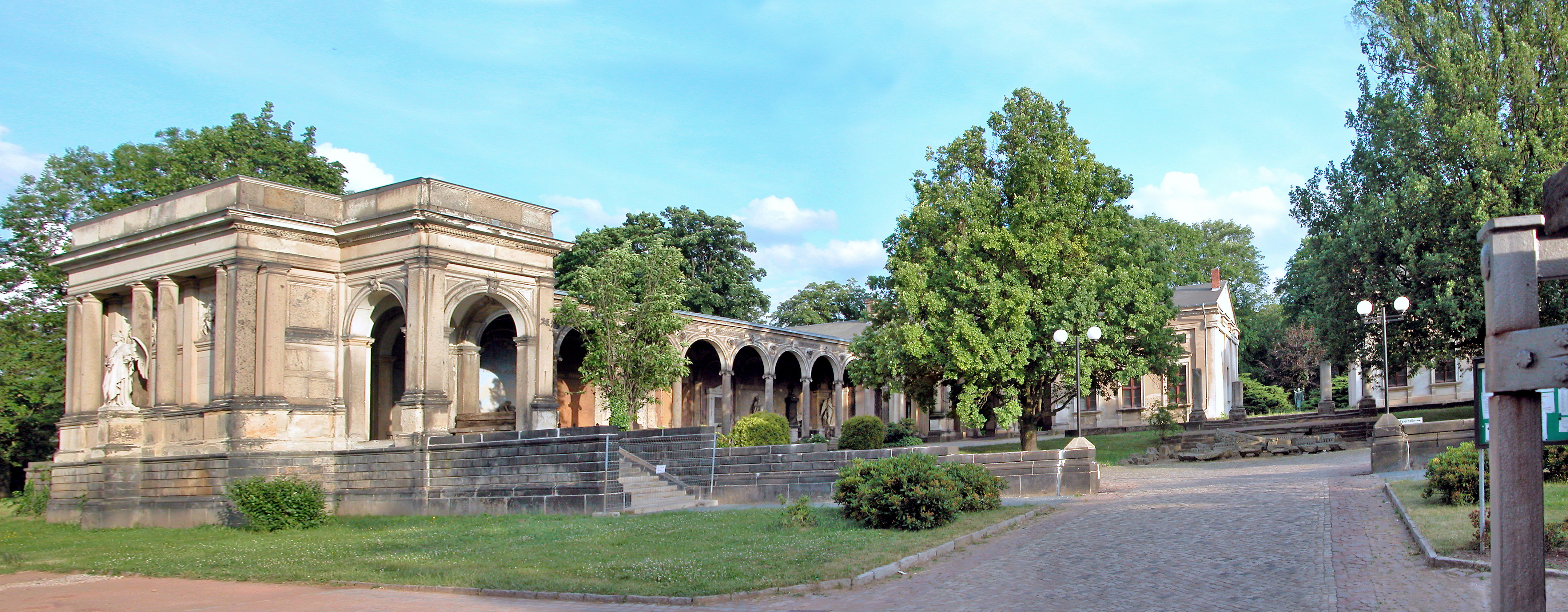
Der monumentale Eingangsbereich des zentral im Stadtteil gelegenen Neuen Annenfriedhofs